# Global Title
Global Title (GT) je vedle kódu signalizačního bodu (Signalling Point Code – SPC) a čísla subsystému (Subsystem Number – SSN) jedna z adres používaných pro volaného (Called Party Address – CdPA) a volajícího účastníka (Calling Party Address – CgPA) v protokolu Signalling Connection Control Part (SCCP).
Protokol SCCP patří do rodiny protokolů SS7 používané v telekomunikačních sítích.
Global Title umožňuje směrování signalizačních zpráv (a SMS) podle telefonních čísel nebo čísel IMSI nejen v síti jednoho operátora, ale po celém světě.

## Úvod
Global Title má v telefonních sítích používajících SS7 podobný účel jako doménové jméno v Internetu – jednoznačně identifikovat prvek sítě, účastníka nebo službu. V některých ohledech se ale Global Title od doménového jména liší:
- Pomocí GT lze směrovat zprávy.
- Základem GT je číslo tvořené posloupností desítkových číslic, například telefonní číslo. Případné úvodní nuly mají svůj význam a není možné je vynechat.

Teoreticky by GT měl být unikátní adresa, která platí po celém světě a odkazuje se na jediný cíl. Některé formáty GT však mají platnost pouze v rámci jednoho státu nebo sítě jednoho telekomunikačního operátora (podobně jako je možné v rámci jedné organizace používat pouze část doménového jména). Cíl specifikovaný určitým GT se také může v čase měnit, podobně jako se může měnit IP adresa určitého serveru v Internetu.

## Směrování pomocí Global Title v mobilních sítích
Na rozdíl od Internetu, kde se IP pakety směrují téměř výhradně podle individuální adresy příjemce, v mobilních sítích se často provádějí databázové dotazy typu „je tento účastník skutečně tím, za koho se vydává?“ (MAP_Send_Authentication_Info), které musí být směrovány na databázi obsahující informace o účastníkovi, například na jeho domovský registr (HLR) nebo autentizační středisko (AUC). Když se účastník při roamingu poprvé přihlásí u cizího MSC, není známo, který HLR je jeho domovský, jediná informace, která je k dispozici pro směrování této zprávy, je IMSI účastníka. V jiných situacích je nutné zprávy směrovat podle mezinárodního telefonního čísla (MSISDN). Zatímco mezinárodní telefonní číslo účastníků v České republice má 12 číslic a začíná kódem země (Country Code – CC) 420, IMSI má až 15 číslic a pro Českou republiku začíná mobilním kódem země (Mobile Country Code – MCC) 230.
Global Title musí umožňovat použití libovolného z uvedených čísel a zároveň je umět od sebe rozlišit. Pro rozlišení jednotlivých druhů čísel obsahuje Global Title položku Numbering plan. Nejpoužívanější adresy v GT jsou E.164 (MSISDN) adresa, E.212 (IMSI) nebo E.214 (MGT).
- E.164 (Mobile Subscriber ISDN Number – MSISDN) = CC+NDC+SN, např. 91-98-71405178
- E.212 (International Mobile Subscriber Identity – IMSI) = MCC+MNC+MSIN, např. 404-68-6600620186 (MTNL Díllí)
- E.214 (Mobile Global Title – MGT) = kombinace E.212 a E.164 (Přesná kombinace je uvedena v IR21 dokumentu operátora)

GSM používá MGT místo IMSI ve snaze zmenšit rozsah směrovacích tabulek. MGT se vytváří z IMSI jednoduchým tabulkovým překladem, při kterém se MCC+MNC nahradí CC+NDC (případně pouze MCC hodnotou CC). Protože MGT mají podobnou strukturu jako MSISDN, mohou být mimo svoji domovskou síť směrovány stejně.
Doporučení E.214 se interpretuje tak, že analýza Mobile Country Code (MCC) a Mobile Network Code (MNC) se má provádět odděleně. Ale vztah mezi MNC a Network Code (NC) je pro různé země různý a navíc MNC některých zemí obsahuje 2 a jiných zemí 3 číslice. To znamená, že analýza MNC závisí na analýze MCC nebo že analýza musí být prováděna pro 5 až 6 počátečních číslic najednou (což je způsob, který používá nejméně 5 výrobců switchů).

### Směrování podle IMSI v Severní Americe
U zemí ITU oblasti 1 (USA, Kanada a některé státy v Karibiku) je mapování IMSI na MGT problematické, protože mají různá MCC, ale stejné Country Code (CC=1). Navíc se v této oblasti signalizační zprávy tradičně směrovaly pomocí MIN, které má formát NPA-NXX-XXXX a vychází z geografické polohy účastníka (původně v pevné síti). Směrování pomocí E.214 by vyžadovalo doplnění směrovacích tabulek na všech signalizačních uzlech (STP) příliš mnoha položkami, proto se v této oblasti nesměrují zprávy pomocí MGT (E.214), ale pomocí IMSI (E.212), nebo pomocí MIN.

### Směrování mobility zpráv na rozhraní ANSI a ITU sítí
Při přechodu signalizačních zpráv mezi Severní Amerikou a zbytkem světa se musí provést konverze GT mezi E.212 používanými v Severní Americe a E.214 používanými ve zbytku světa. Tato konverze je plně reverzibilní, ale není úplně jednoduchá, protože konverzní tabulky musí obsahovat čísla všech sítí ve světě.
Příklady:
Zpráva odcházející ze Severní Ameriky:
- NPI=E.212: 28405 xxxxxxxxxx (284 = MCC Bulharska + 05 = MNC přidělené firmě Globul) →
- NPI=E.214: 359888 xxxxxxxxx (359 = CC Bulharska)

Poslední číslice na konci je useknuta, protože čísla podle E.214 i podle E.164 mohou mít maximálně 15 číslic. Při směrování na HLR nehrají poslední číslice roli; v MAP je kompletní číslo.
Zpráva přicházející do Severní Ameriky:
- NPI=E.214: 14054 xxxxxxxxx (1 = CC Spojených států) →
- NPI=E.212: 310150 xxxxxxxxx (310 = MCC Spojených států + 150 = MNC přidělené firmě Cingular)

## Struktura Global Title
Struktura GT v ITU-T sítích je oficiálně definována v ITU-T doporučení Q.713, a je dále rozšiřována dalšími standardy popisujícími číslovací plány. Existují i národní varianty GT, které mají vlastní strukturu GT. Nejvýznamnější z nich je ANSI varianta definovaná v ANSI T1.112/2000.
GT se skládá z více složek, které mají následující pořadí (ne vždy jsou všechny přítomné):
| pole                                       | poznámka                    |
| ------------------------------------------ | --------------------------- |
| Translation type (TT)                      | pro GTI = 2, 3 (ANSI 1) a 4 |
| Numbering plan (NP) a Encoding scheme (ES) | pro GTI = 3 (ANSI 1) a 4    |
| Nature of address indicator (NAI)          | pro GTI 1 a 4               |
| číslice adresy v BCD kódu                  |                             |

Přítomnost jednotlivých složek GT signalizují bity 6-3 v Address Indicator (tzv. Global Title Indicator – GTI). Address Indicator není součástí Global Title, ale SCCP adresy. V ITU sítích mohou nabývat následujících hodnot (typicky se používají pouze hodnoty 0000 a 0100):
| Bity 6 5 4 3 GTI   | Význam                                                                                                |
| ------------------ | --- |
| 0 0 0 0            | žádný global title                                                                                    |
| 0 0 0 1            | global title obsahuje pouze nature of address indicator                                               |
| 0 0 1 0            | global title obsahuje pouze translation type                                                          |
| 0 0 1 1            | global title obsahuje translation type, numbering plan a encoding scheme                              |
| 0 1 0 0            | global title obsahuje translation type, numbering plan, encoding scheme a nature of address indicator |
| 0 1 0 1 až 0 1 1 1 | volné pro mezinárodní použití                                                                         |
| 1 0 0 0 až 1 1 1 0 | volné pro národní použití                                                                             |
| 1 1 1 1            | vyhrazené pro rozšíření                                                                               |

Nepřítomnost GT signalizuje v ITU i ANSI sítích GTI=0. V ITU SCCP se používá GTI=4 a pak jsou přítomná všechna výše uvedená pole.

### Translation Type
Parametr translation type (TT) dovoluje směrovat zprávu pro stejné číslo různě podle konkrétní situace. TT se používá pro výběr metody (nebo tabulky) pro analýzu GT (viz níže). V evropských sítích má obvykle implicitní hodnotu 0 a číslo je určeno parametry Numbering plan a Nature of address indicator. V severoamerických mobilních sítích se používají různé hodnoty translation typu pro analýzu IMSI a pro zprávy mezi telefonními systémy. Translation Type je užitečný pro složité směrování zpráv, kde se stejné číslo směruje různě podle okolností, například podle toho, zda se v příslušné zemi používá přenositelnost čísel.
Translation Type (TT) je hodnota zabírající jeden oktet, která slouží pro výběr převodní tabulky. Pro ITU jsou hodnoty TT a jejich význam popsány v Q.713.
Mezinárodně používané kombinace TT, NP a NAI:
- TT = 17, NP = 1, NAI = 4 a E.164 číslo
- TT = 1, NP = 0, NAI = 4 a E.118 číslo
- TT = 2, NP = 2, NAI = 4 a Q.708 číslo
- TT = 0, NP = 1, NAI = 4
- TT = 3, NP = 1, NAI = 4
- TT = 40, NP = 6, NAI = 4 a E.212 číslo (číslo IMSI) – používá se jako Called Party adresa při autentizaci, registraci a location update
- TT = 0, NP = 7, NAI = 4 a E.214 číslo (kombinace E.164 kódu země a lokální části IMSI) – použití jako předchozí

### Numbering plan
Adresy používané v telekomunikacích jsou obvykle tvořeny obyčejným číslem, takže bez dalších informací nelze určit, o jaký druh čísla se jedná. K tomu slouží parametr Numbering Plan (NP – číslovací plán), který určuje, do jakého číslovacího plánu číslo patří – jestli jde o telefonní číslo (E.164), IMSI neboli číslo SIM karty (E.212), telexové (F.69) datové (X.121) číslo, nebo jinou adresu. NP může nabývat následujících hodnot:
| hodnota | číslovací plán                                        | poznámka                    |
| ------- | ----------------------------------------------------- | --------------------------- |
| 0       | neznámé                                               |                             |
| 1       | ISDN/telephony numbering plan (ITU-T E.163 and E.164) | telefonní číslo             |
| 2       | generic numbering plan                                |                             |
| 3       | data numbering plan (ITU-T X.121)                     | datová adresa               |
| 4       | telex numbering plan (ITU-T F.69)                     | telexové číslo              |
| 5       | maritime mobile numbering plan (ITU-T E.210, E.211)   |                             |
| 6       | land mobile numbering plan (ITU-T E.212)              | IMSI (číslo SIM karty)      |
| 7       | ISDN/mobile numbering plan (ITU-T E.214)              | kombinace čísla země a IMSI |
| 8-13    | volné                                                 |                             |
| 14      | private network or network-specific numbering plan    |                             |
| 15      | rezervované                                           |                             |

### Encoding scheme
Encoding scheme (ES) je ve spodních 4 bitech druhého oktetu a může nabývat následujících hodnot:
| hodnota | význam                  |
| ------- | ----------------------- |
| 0       | neznámý                 |
| 1       | BCD, lichý počet číslic |
| 2       | BCD, sudý počet číslic  |
| 3       | národně specifický      |
| 4-14    | volné                   |
| 15      | rezervováno             |

### Nature of address indicator
Nature of address indicator (NAI) má význam především u normálních telefonních čísel (E.164), kde udává, jestli se jedná o mezinárodní číslo (které vždy začíná kódem země), národní nebo místní telefonní číslo. Někdy se místo NAI mluví o Type of Number (TON), které se používá k podobnému účelu v jiných protokolech a vrstvách.
Nejvyšší bit Nature of address indicator (NAI) udává zda je počet číslic v adrese sudý nebo lichý:
| hodnota | význam             |
| ------- | ------------------ |
| 0       | sudý počet číslic  |
| 1       | lichý počet číslic |

Spodních 7 bitů Nature of address indicator (NAI) může nabývat následujících hodnot:
| hodnota | význam                                      |
| ------- | ------------------------------------------- |
| 0       | neznámý (uknown)                            |
| 1       | účastnické číslo (subscriber number)        |
| 2       | rezervováno pro národní použití             |
| 3       | národní číslo (national significant number) |
| 4       | mezinárodní číslo (international number)    |
| 5-111   | záloha (spare)                              |
| 112-126 | rezervováno pro národní použití             |
| 127     | rezervováno                                 |

### Číslice adresy
Číslice adresy (česky oficiálně „směrový signál“) jsou poslední částí GT. První číslice je uložena ve čtyřech nejméně významných bitech prvního oktetu, druhá číslice ve čtyřech významnějších bitech prvního oktetu, atd. Pokud je počet číslic v adrese lichý, mají nejvyšší 4 bity posledního oktetu GT hodnotu 0. Adresy v GT se tak liší od adres v GSM, kde se pro doplnění adresy používá čtveřice jedničkových bitů.

## Global Title v ANSI sítích
V ANSI sítích se v SCCP adresách používají následující hodnoty:
- National/International bit je vždy nastavený na 1
- Routing Indicator je nastavený na 0 pokud se má provádět GT translation; nebo na 1, pokud se má zpráva směrovat podle Point Code z MTP-3 vrstvy (například při finálním doručování na cílový uzel)
- Point Code Indicator a SSN Indicator se nastavují podle potřeby a jsou oproti ITU sítích vzájemně prohozené
- hodnoty GTI mají jiné významy:

| 6 5 4 3 | význam                                                                   |
| ------- | ------------------------------------------------------------------------ |
| 0 0 0 0 | žádný global title                                                       |
| 0 0 0 1 | global title obsahuje translation type, numbering plan a encoding scheme |
| 0 0 1 0 | global title obsahuje pouze translation type                             |

Zatímco v ITU GT se rozlišují typy čísel podle NP, v ANSI se prakticky používají pouze formáty GT s GTI 0 (0000) – žádný Global Title, nebo 2 (0010), ve kterých není NP přítomné. Klíčovou roli hraje Translation Type, který určuje nejen požadovanou funkci, ale i typ adresy:
| TT      | Jméno                                           | Typ adresy      | Použití (aplikace / převodní skupina)                                                                              |
| ------- | ----------------------------------------------- | --------------- | --- |
| 0       | reserved                                        |                 | rezervováno |
| 1       | Identification Cards                            | ISO 7812        | Ověření čísla dobíjecí karty ve formátu ISO/IEC 7812                                                               |
| 2       | 14 Digit Telecom. Calling Cards                 | ITU-T E.113     | Ověření čísla telekomunikační karty ve formátu ITU-T E.113 (14 číslic)                                             |
| 3       | Cellular Nationwide Roaming Service             | MIN (10 číslic) | Směruje (registrační, validační, autentizační) ANSI-41 zprávy mezi Serving MSC a HLR podle MIN                     |
| 4       | Point Code                                      | Point Code      | Používá se pokud není uveden Global Title                                                                          |
| 5       | Calling Name Delivery                           | NPA-NXX-XXXX    | Směruje dotazy na CGA (odesilatel) na databázi severoamerických telefonních čísel                                  |
| 6       | Call Management                                 | NPA-NXX-XXXX    | Automatické zpětné volání a automatická opakovaná volba                                                            |
| 7       | Message Waiting                                 | NPA-NXX-XXXX    | Přístup k systému ukládání zpráv (Message Storage System)                                                          |
| 8       | SCP Assisted Call Processing                    | SCP Id          | Přístup k Service Control Point (SCP) pomocí rozšířeného Point Code                                                |
| 9       | National and International Cellular/PCS Roaming | E.212 IMSI      | Směruje GSM MAP zprávy obsahující číslo ve formátu E.212; nikdy se neprovádí dotaz, zda se jedná o portované číslo |
| 10      | Network Entity Address                          | E.164 MDN       | Směruje GSM MAP zprávy obsahující číslo ve formátu E.164; nikdy se neprovádí dotaz, zda se jedná o portované číslo |
| 11      | Internetwork NP Query/Response                  | NPA-NXX-XXXX    | Směruje dotaz na Number Portability databázi; databáze bude vybrána podle telefonního čísla                        |
| 12      | Wireless MIN-Based Short Message Service        | MIN (10 číslic) | Směruje ANSI-41 zprávy na MC podle MIN přijatého z mobilu odesílajícího SMS                                        |
| 13      | Wireless IMSI-Based Short Message Service       | E.212 IMSI      | Totéž jako TT=12, ale s použitím IMSI místo MIN                                                                    |
| 14      | Mobile Subscriber Addressing                    | E.164 MDN       | Směruje GSM MAP zprávy obsahující MDN na GSM HLR; může se provádět dotaz, zda se jedná o portované číslo           |
| 15      | Packet Data Interworking                        | E.212 IMSI      | Směruje GSM zprávy na GPRS-HLR                                                                                     |
| 16      | Cellular/PCS Interworking                       | E.212 IMSI      | Směruje ANSI-41 zprávy na ANSI-41 HLR nebo na ANSI-41/GSM IIF                                                      |
| 17      | Mobile Subscriber Message Center Addressing     | E.164 MDN       | Směruje zprávy na MC podle mobilního telefonního čísla; může být potřeba pro směrování zpráv mezi MO MC a MT MC    |
| 18-27   | inter-network applications                      |                 | |
| 28      | 14-Digit Telecommunication Calling Cards        | číslo karty     | čtrnácticiferná čísla předplacených karet                                                                          |
| 29      | Calling Name Delivery                           | číslo karty     | čtrnácticiferná čísla předplacených karet                                                                          |
| 30      | Call Management                                 | číslo karty     | čtrnácticiferná čísla předplacených karet                                                                          |
| 31      | Message Waiting                                 | číslo karty     | čtrnácticiferná čísla předplacených karet                                                                          |
| 32-191  | spare                                           |                 | volné |
| 192-250 | network specific applications                   |                 | aplikace pro jednotlivé sítě                                                                                       |
| 251     | reserved                                        |                 | rezervováno pro čtrnácticiferná čísla předplacených karet                                                          |
| 252     | network specific applications                   |                 | aplikace pro jednotlivé sítě                                                                                       |
| 253     | reserved                                        |                 | rezervováno pro čtrnácticiferná čísla předplacených karet                                                          |
| 254     | used for internetwork applications              |                 | používáno pro volání na bezplatné linky                                                                            |
| 255     | reserved                                        |                 | rezervováno |

MDN je Mobile Directory Number; odpovídá normálnímu telefonnímu číslu bez čísla země na začátku. Má formát NPA-NXX-XXXX.
MIN je Mobile Identification Number; obvykle je shodné s MDN; pokud ale bylo číslo přeneseno do sítě jiného operátora, zůstane MDN zachováno a změní se MIN; má formát NPA-NXX-XXXX a plní podobnou úlohu jako číslo SIM karty v GSM (IMSI)
NPA-NXX-XXXX je formát desetimístné číslo používané pro volání (jako MDN) v Severní Americe; může se jednat o MDN nebo MIN
IIF pro TT=16 znamená Interworking and Interoperability Function; zpráva se zde konvertuje z IS-41 formátu na GSM MAP formát a dále se používá TT=9.

## Global title translace
Global title translation je SS7 obdoba směrování v IP sítích. Při translaci se používá pouze Called Party Address (CdPA – volané číslo). CdPA se při translaci může nahradit jinou hodnotou; výsledkem translace GT může být i směrování podle Destination Point Code (DPC) nebo SSN, které neprovádí vrstva SCCP, ale nižší vrstva MTP-3. V sítích používajících SIGTRAN může translace GT vést ke směrování na nějaký IP server. Přesné detaily závisí na tom, jaká varianta SS7 over IP se používá.